# St Paul's Walden
St Paul's Walden est une paroisse civile et un village du Hertfordshire, en Angleterre.